# Fatty à la recherche de Mabel
Pour plus de détails, voir Fiche technique et Distribution.
Fatty à la recherche de Mabel (titre original : Wished on Mabel) est un court métrage américain réalisé par Roscoe Arbuckle (ou Mabel Normand) et sorti en 1915.

## Synopsis
Lors d'une promenade dans un parc, Fatty rencontre la mère de Mabel, une jeune fille qu'il essaye de séduire, et ils essayent tous deux de la semer. Elle se fait alors voler sa montre par un vagabond.

## Fiche technique
- Réalisation : Roscoe Arbuckle (ou Mabel Normand selon certaines sources)[1]
- Producteur : Mack Sennett
- Durée : une bobine
- Lieu de tournage : Golden Gate Park
- Production : Keystone Film Company
- Date de sortie : 19 avril 1915

## Distribution

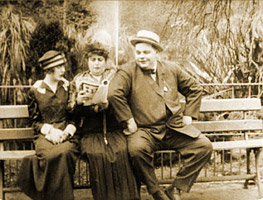
Alice Davenport entre Mabel Normand et Fatty.

- Alice Davenport : la mère de Mabel
- Mabel Normand : la jeune fille
- Roscoe Arbuckle : Fatty
- Joe Bordeaux : le voleur
- Edgar Kennedy : le policier
- Glen Cavender
- Billy Gilbert